# Мелукоте
Мелуко́те (англ. Melukote, Melkote, канн. ಮೇಲುಕೋಟೆ) — деревня в талуке Пандавапура округа Мандья в индийском штате Карнатака. В ней проживает всего 3,3 тысячи человек (по переписи 2011 года), деревня состоит из 767 домов (семей). Согласно местным мифам, место известно как Нараянадри, Ведадри, Ядавадри, Ятишейла и Тирунараянапурам. Важное место паломничества для вайшнавов, в особенности для последователей традиции шри-вайшнавизма. Свою известность получил благодаря тому, что автор вишишта-адвайты ачарья Рамануджа прожил здесь 12 лет. В Мелукоте расположен храм Челува-Нараяна свами, которому принадлежит коллекция религиозных принадлежностей Вишну — корон и драгоценностей, демонстрируемых во время ежегодного праздника. На вершине самого высокого холма находится храм Йога-Нарасимхи. В деревне также расположена Академия исследований санскрита, в библиотеке которой собраны тысячи ведийских и санскритских рукописей.

## Рамануджа в Мелукоте
Мелукоте, бывший ранее городом, получил известность благодаря тому, что Рамануджа прожил здесь свыше десяти лет. В 1096 году в возрасте 79 лет он бежал в Майсурское княжество от своих преследователей. Рамануджа был представлен ко двору раджи Биттидева Хойсала (Bittideva Hoysala). Спустя несколько лет под влиянием Рамануджи правитель поменял вероисповедание с джайнизма на вайшнавизм и принял в 1099 году новое имя — Вишнувардхана. Рамануджа занимался активной деятельностью по организации религиозной жизни в княжестве. В 1098 году под его руководством был восстановлен и заново освящён главный храм в Мелукоте, посвящённый Нараяне. В 1117 году благодаря ему был построен вайшнавский храм в Белуре. В религиозной жизни он предоставил новаторские права низшим кастам. В течение праздника колесниц в Мелкоте и Белуре представителям низших каст разрешалось наравне с другими верующими посещать храмы. Кроме того, в 1119 году Рамануджа основал в Мелкоте монастырь (матх), которые доверил своим близким ученикам. Когда политическая обстановка улучшилась, Рамануджа смог вернуться в 1120 году в Шрирангам. После себя он оставил в Мелукоте религиозный центр, ставший впоследствии местом паломничества вайшнавов.
Ежегодно в честь Рамануджи храм Челува-Нараяна свами организует праздник «Пунарвасу утсава». Он посвящён прибытию реформатора вайшнавизма в Мелукоте. По сведениям храмовой администрации, «Пунарвасу утсава» отмечается ежегодно последние девять веков.

## Храмы Мелукоте
Главный местный храм «Челува-Нараяна свами» (Cheluvanarayana Swamy), как следует из его названия, посвящён Челува-Нараяне или Тирунараяне. Храмовое божество именуют Шелвапиллаи (Shelvapillai), Челува-райя (Cheluva Raya) и Челува-Нараяна свами (Cheluvanarayana Swamy), что по-видимому означало «Любимец Рамы». Считается, что в далёком прошлом ему поклонялся Рама и правители из Солнечной династии. По легенде божество было утеряно и восстановлено Рамануджей. По преданию, мурти Челува-Нараяна лежало вблизи Мелукоте под землёй, скрытое термитником. Рамануджа обнаружил его, и после проведения омовения молоком и водой (ритуала абхишека) из храмового пруда оно было установлено в святилище. В храме хранились дары раджей, посещавших храм на протяжении столетий. Среди них три золотые короны с драгоценными камнями, золотые и серебряные сосуды, а также украшения для божества. В настоящее время драгоценности хранятся в казначействе правительства округа Мандья и демонстрируются во время ежегодного праздника в честь Челува-Нараяна. Праздник «Вайрамуди Брахмотсава» является главным ежегодным событием, который посещает свыше 400 тысяч паломников.
«Вайрамуди Брахмотсава» длится в общей сложности тринадцать дней. Рано утром представители властей открывают запечатанные ящики и передают драгоценности служителям храма. Среди них три известные короны, усыпанные бриллиантами — «Вайрамуди», «Раджамуди» и «Гандаберунда». Короной Вайрамуди украшают переносное мурти Нараяны, которое в течение ночи участвует в шествии по улицам деревни. Его сопровождают мурти богинь Шри-деви и Бху-деви, которых несут в паланкинах под звуки ведийских гимнов. После завершения шествия корона «Вайрамуди» возвращается в хранилище местного казначейства, а другие украшения ещё несколько дней используются во время пуджи.
- Храм Челува-Нараяна свами

На вершине холма над городом возвышается храм Йога-Нарасимхи. Его божеством является аватара Вишну в образе человека-льва, Нарасимха. Божество представлено в умиротворённой йогической позе. Считается, что мурти в храме Йога-Нарасимха было установлено самим Прахладой. Махараджа Майсура Кришнараджа Вадияр III (Krishnaraja Wadiyar III), правивший с 1799 по 1868 годы, подарил храму золотую корону для Нарасимхи.
- Храм Йога-Нарасимхи

В округе Мелукоте расположены и другие храмы меньшего размера, среди которых храм Ханумана, Мукти-Нараяна, Шриниваса, Ганапати, Рамы и других божеств.

## Другие достопримечательности
В деревне расположена Академия исследований санскрита, основанная в 1978 году. В её библиотеке собраны тысячи ведийских и санскритских рукописей. Здесь же находится старейший Государственный колледж по изучению санскрита, учреждённый ещё в 1854 году. Некоторые из рукописей датируются 400-ми годами н. э., в то время как ранние теологические работы относятся к VI—VIII векам. C 2003 года сотрудники Академии постепенно оцифровывают древние рукописи. На 2011 год было обработано не более 25 % библиотечного фонда. Часть из них размещена в Интернете в рамках проекта Цифровой библиотеки Индии.
При Мелукоте в 1974 году создан заповедник дикой природы (Melkote Temple Wildlife Sanctuary). Изначально он предназначался для сохранения стаи волков. Однако в последующем в нём нашли прибежище камышовый кот, леопард, индийский макак, гульман и панголин, а также около 200 видов птиц.
В 2010 году МОСК основало в Мелукоте свой ашрам и дом престарелых.

## Местонахождение
Мелукоте стоит на скалистых холмах, известных как Ядугири, Яадавагири и Ядушейладипа. С вершин холмов открывается вид на долину священной реки Кавери. Мелукоте расположен в 51 километре от Майсура и 133 километрах от Бангалора. Недалеко от Мелукоте паломники могут посетить храмовый город Тонданур, где расположены знаменитые храмы Намби-Нараяна, Партхасаратхи, Йога-Нарасимха и храм в честь Рамануджи.